# اورفیلد (پنسیلوانیا)
اورفیلد (به انگلیسی: Orefield) یک منطقهٔ مسکونی در ایالات متحده آمریکا است که در پنسیلوانیا واقع شده‌است. اورفیلد ۱۳۸٫۰۸ متر بالاتر از سطح دریا قرار دارد.